# Mikuleczky Ferenc

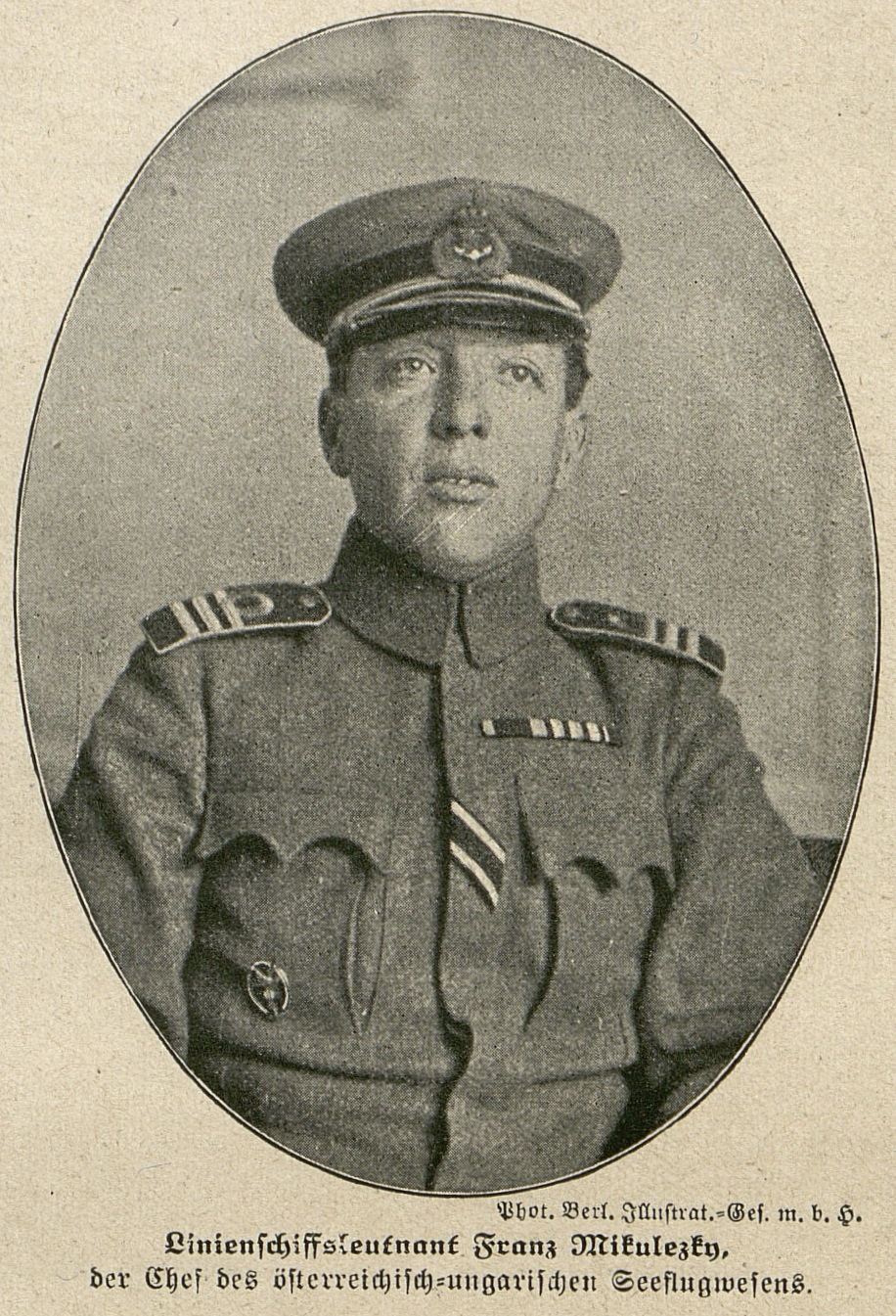
Ferenc (Franz) Mikuleczky (cca 1916)

Mikuleczky Ferenc (Miskolc, 1884. szeptember 25. – Tirol, Freudenstein vára, 1964. március 26.) sorhajóhadnagy, az aviatika magyar úttörője.

## Életpályája
A fiumei haditengerészeti akadémián tanult, 1905-ben nevezték ki I. osztályú tengerész hadapróddá.
Érdeklődése 1908 után fordult a repülés, és repülőgyártás problémái felé. Mikuleczky Ferenc Maglics Szilárd sorhajóhadnaggyal együtt az első magyar tengerészpilóták egyike volt.
1913. július 31-én tette le a pilóta vizsgát Wiener Neustadtban, ahol az ÖAeC 128 (13.07.31.) számú pilóta igazolvány tulajdonosa lett. 1914. szeptember 3-tól a Polai tengerészeti repülőbázis (SFS Pola) parancsnoka, mint fregatthadnagy.
Nevét 1914 októberében említették először a hadijelentésekben, mint aki Fontaine fregatt-hadnaggyal együtt az E-34-es jelzésű hidroplánon részt vett Montenegró tengeri kikötője Antivári ellen intézett bombatámadásban október 23-án.
1916-1917-ben a Monarchia haditengerészeti repülésének vezetője, majd egy budapesti repülőgépgyár igazgatója lett. Az első világháború után elhagyta Magyarországot.